# Lucius Terentius Rufus
Lucius Terentius Rufus (vollständige Namensform Lucius Terentius Marci filius Quirina Rufus) war ein im 1. und 2. Jahrhundert n. Chr. lebender Angehöriger des römischen Ritterstandes (Eques). Durch eine Inschrift, die in Bracara Augusta gefunden wurde, ist seine militärische Laufbahn bekannt.
Rufus war zunächst Kommandeur (Praefectus) der Cohors VI Brittonum, die in der Provinz Germania inferior stationiert war. Im Anschluss wurde er als Centurio in die Legio I Minervia pia fidelis übernommen, die ihr Hauptlager in Bonna in Germania inferior hatte. Mit dieser Legion nahm er an einem der Dakerkriege Trajans teil und erhielt vom Kaiser militärische Auszeichnungen (donis donato ab Imperatore Traiano bello Dacico). Den Höhepunkt seiner Karriere als Centurio erreichte er, als er Primus Pilus in der Legio XV Apollinaris wurde, die ihr Hauptlager in Carnuntum in der Provinz Pannonia superior hatte. Danach war er noch Kommandeur (Tribunus) der Cohors II vigilum in Rom.
Rufus war in der Tribus Quirina eingeschrieben und stammte daher wahrscheinlich aus Bracara Augusta.
James Robert Summerly datiert die Laufbahn von Rufus in einen Zeitraum zwischen 96 und 117.